# Didhawa
Didhawa (nep. दिधावा) – gaun wikas samiti we wschodniej części Nepalu w strefie Sagarmatha w dystrykcie Saptari. Według nepalskiego spisu powszechnego z 2001 roku liczył on 612 gospodarstw domowych i 3461 mieszkańców (1685 kobiet i 1776 mężczyzn).